# Lécera
Lécera est une commune d’Espagne, dans la province de Saragosse, communauté autonome d'Aragon comarque de Campo de Belchite.

## Lieux et monuments

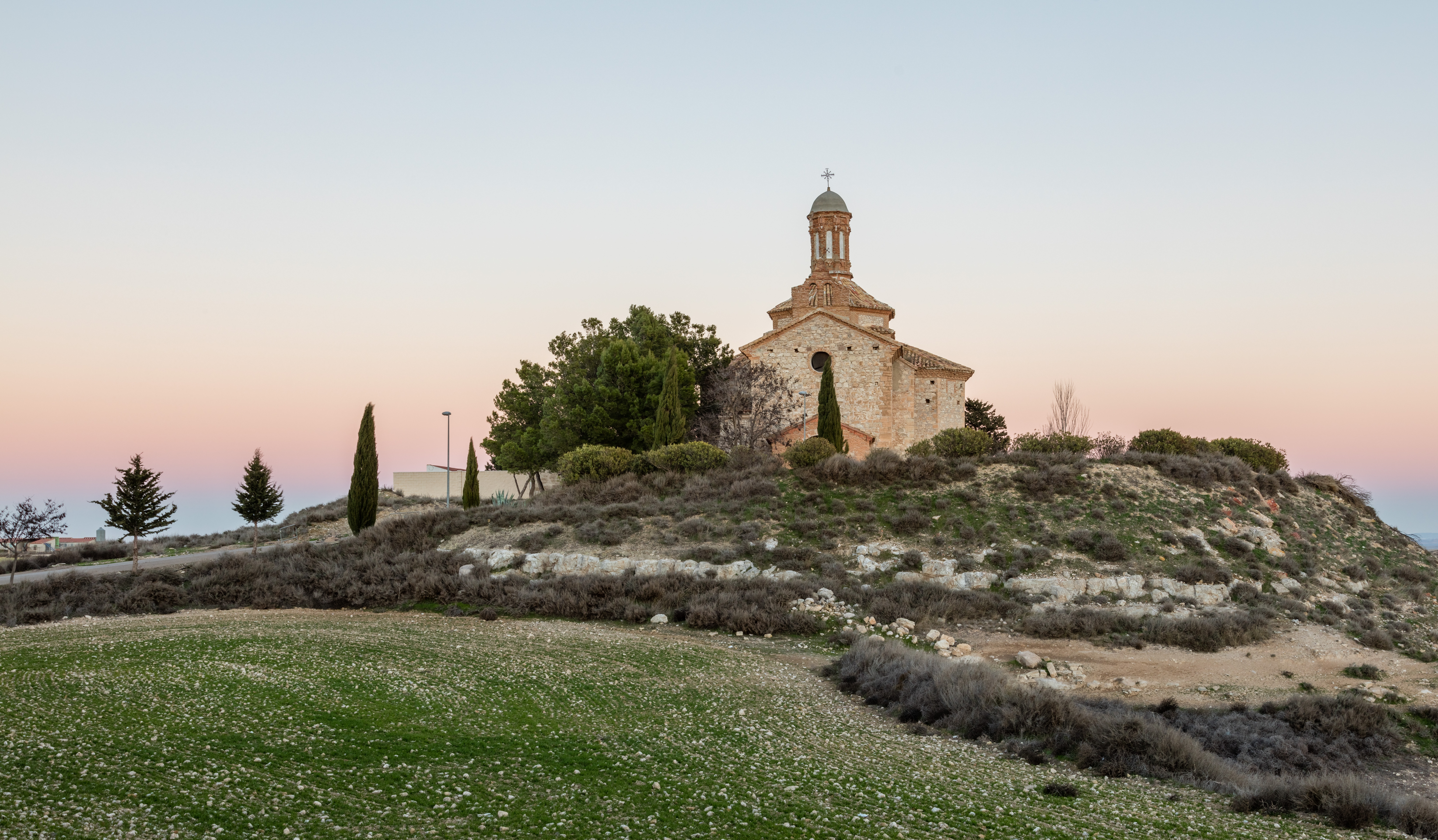
L'hermitage de Santo Domingo à Lécéra. Janvier 2017.